# Trametes gibbosa
Espèce
Trametes gibbosa, le polypore bossu, est une espèce de champignons de la famille des Polyporaceae.